# Szczyt (geografia)

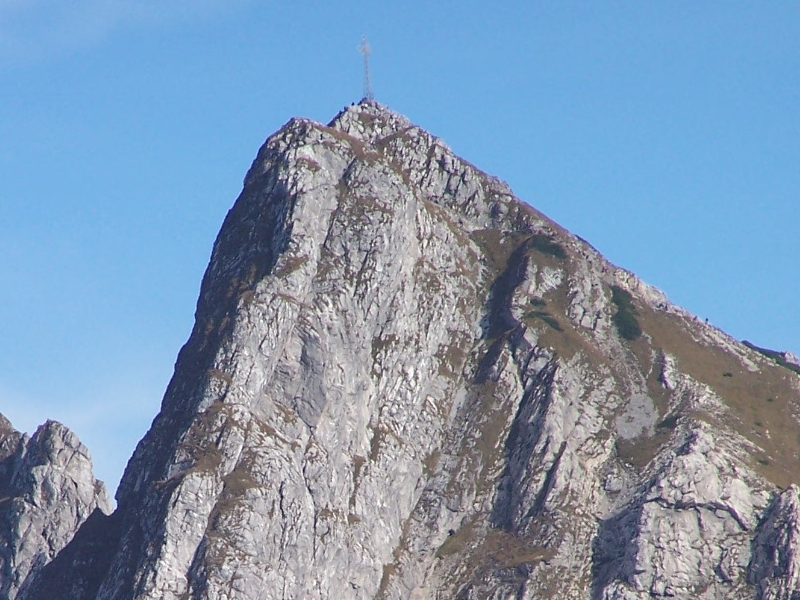
Szczyt Giewontu w Tatrach

Szczyt – w ścisłym znaczeniu to najwyższy punkt wypukłej formy terenu: góry, grzbietu, grani, wzgórza, wydmy itp. Powszechnie jednak stosuje się określenie „szczyt” jako synonim całej góry, zwłaszcza o dużej wysokości względnej i stromych stokach. 
W fachowej literaturze dla określenia najwyższej części, czyli czubka góry, czy turni, stosuje się określenie wierzchołek. I tak np. przez pojęcie Śnieżnica rozumie się całą górę Śnieżnica mającą 3 wierzchołki: Na Budzaszowie, Wierchy i Nad Stambrukiem. W bardziej rozległych masywach górskich wyróżnia się wierzchołki główne, o większej wybitności i wierzchołki boczne. Te ostatnie są mniejszą atrakcją turystyczną i mogą pozostawać niezdobyte znacznie dłużej niż wierzchołki główne (zobacz np. Gaszerbrum).
Ludzie zamieszkujący jakiś obszar nadawali nazwy tym terenom, które miały dla nich wartość użytkową. Punktowe nadawanie nazw wierzchołków z reguły nie było im potrzebne. Natomiast turystów interesują głównie wierzchołki, stąd też na nowych mapach utworzono liczne szczegółowe nazwy dla wierzchołków, które dawniej nie miały własnej nazwy, czasami przenosząc na wierzchołek nazwę z jego otoczenia (polany, pola uprawnego, przysiółka itp.).